# Municipio de Scott (condado de Madison)
El municipio de Scott (en inglés: Scott Township) es un municipio ubicado en el condado de Madison en el estado estadounidense de Iowa. En el año 2010 tenía una población de 719 habitantes y una densidad poblacional de 7,8 personas por km².

## Geografía
El municipio de Scott se encuentra ubicado en las coordenadas 41°16′57″N 93°56′39″O / 41.28250, -93.94417. Según la Oficina del Censo de los Estados Unidos, el municipio tiene una superficie total de 92.19 km², de la cual 92,17 km² corresponden a tierra firme y (0,02 %) 0,02 km² es agua.

## Demografía
Según el censo de 2010, había 719 personas residiendo en el municipio de Scott. La densidad de población era de 7,8 hab./km². De los 719 habitantes, el municipio de Scott estaba compuesto por el 98,61 % blancos, el 0,14 % eran afroamericanos, el 0,14 % eran amerindios, el 0,14 % eran asiáticos y el 0,97 % eran de una mezcla de razas. Del total de la población el 0,7 % eran hispanos o latinos de cualquier raza.